# Hospital Santa Catarina
O Hospital Santa Catarina Paulista é uma entidade privada situado na avenida Paulista, na cidade de São Paulo, SP, Brasil. Foi fundado em 1906 e é mantido pela Associação Congregação de Santa Catarina, entidade filantrópica que age também nos estados do Rio de Janeiro, Espírito Santo, Mato Grosso e Rio Grande do Sul.

## História

### Antecedentes
Em 1897 chegaram ao Brasil as professoras irmãs Heinrich com o objetivo de educar filhos de colonos alemães no Brasil. Após participarem da fundação de uma escola e do Hospital Santa Tereza em Petrópolis e na Santa Casa de Juiz de Fora, elas vieram para São Paulo auxiliar a "Congregação das Irmãs de Santa Catarina de Alexandria, Virgem e Mártir" na implantação de um ambulatório para atender a demanda de enfermos que procuravam a congregação. Com o apoio do frei Dom Miguel Kruse (1864-1929), abade do Mosteiro de São Bento, a Irmã Maria Beata Heinrich (1867-1941) fundou em 1903 um serviço de atendimento aos enfermos.

### Sanatório e Hospital Santa Catarina

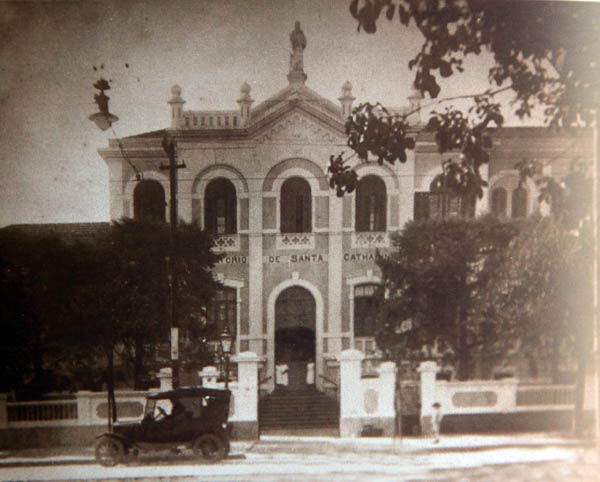
As primeiras instalações do hospital, 1906

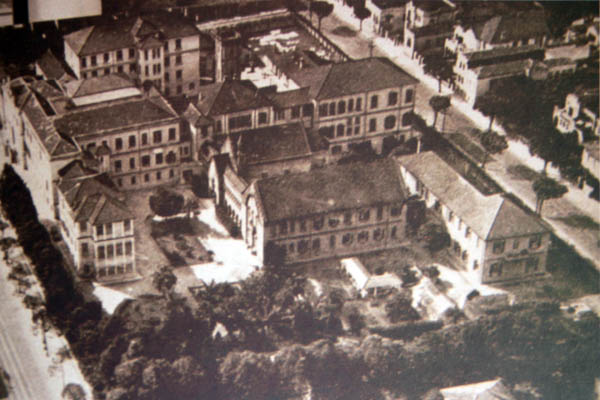
O complexo hospitalar em 1934

Com o crescimento no número de atendimentos, a Irmã Heinrich recorre ao frei Kruse. Este consegue o apoio do médico austríaco Walter Seng (1873-1931). Juntos os três procuram o presidente do estado de São Paulo Jorge Tibiriçá e apresentam o projeto de um sanatório (hospital) para atender ao número cada vez maior de enfermos que buscam a ordem. O presidente Tibiriçá colheu a ideia e realizou a doação de uma área pública na Avenida Paulista. Para projetar o novo hospital foi contratado o arquiteto alemão Maximilian Emil Hehl (1861-1916), que apresentou o projeto em 1904. As obras foram iniciadas naquela época e o Sanatório de Santa Catarina foi inaugurado às 15h de 2 de fevereiro de 1906.
Em pouco tempo, por sua localização na Avenida Paulista, tornou-se (ao lado do Humberto I) um dos hospitais mais movimentados da cidade de São Paulo.  O afluxo de pacientes impulsionou a primeira fase de ampliações do complexo hospitalar. Em 1906 havia apenas 40 leitos. A inauguração de uma nova edificação de dois pavimentos em 1913 permitiu a ampliação de leitos para 104, além de duas novas enfermarias. Entre 1919 e 1934 foram inauguradas a Capela (1920), Sala de Curativos (1925), Centro Cirúrgico, Laboratório de Raio X, Farmácia e Pronto atendimento para os pobres-este último em um edifício de três andares na rua Teixeira da Silva (1934). Durante as Revoluções Paulistas de 1924 e 1932 foi um dos hospitais requisitados para atender aos feridos. Na última, acabou transformada em quartel-general do general Bertoldo Klinger.
Na década de 1940 as instalações mais antigas começam a sofrer limitações e problemas para atender a demanda cada vez mais crescente de pacientes. A direção do hospital lançou um projeto de construção de novas edificações para o complexo, constituída de blocos. Assim, o edifício principal inaugurado em 1906 foi demolido e em seu lugar foi construído um bloco de sete andares (Bloco B), aberto em 1949. A administração do hospital foi transferida para um novo bloco de cinco andares (Bloco E) , aberto na rua Cincinato Braga em 1954. Em 1968 ocorre nova ampliação, com a construção de dois prédios de 8 andares (incluindo uma nova  maternidade), cujo projeto foi entregue aos arquitetos Adolpho Rubio Morales e Fábio Kok de Sá Moreira. Parte dessas instalações foi concluída em 1977 e as obras restantes em 1981.
Em 1973 o complexo tem sua denominação modificada de Sanatório para Hospital Santa Catarina. Atualmente possui 324 leitos (sendo 85 de UTI), Pronto Socorro, centro cirúrgico composto por 16 salas, UTI's especializadas em cardiologia, geral e multidisciplinar.neurologia e pediátrica.

## Diretores clínicos
- Walter Seng (1906-1930)[5]
- João Alves de Lima (1930-1932)[5][10]
- Benedito Montenegro (1932-1969)[5]
- Décio Pacheco Pedroso (1969-1981)[5]

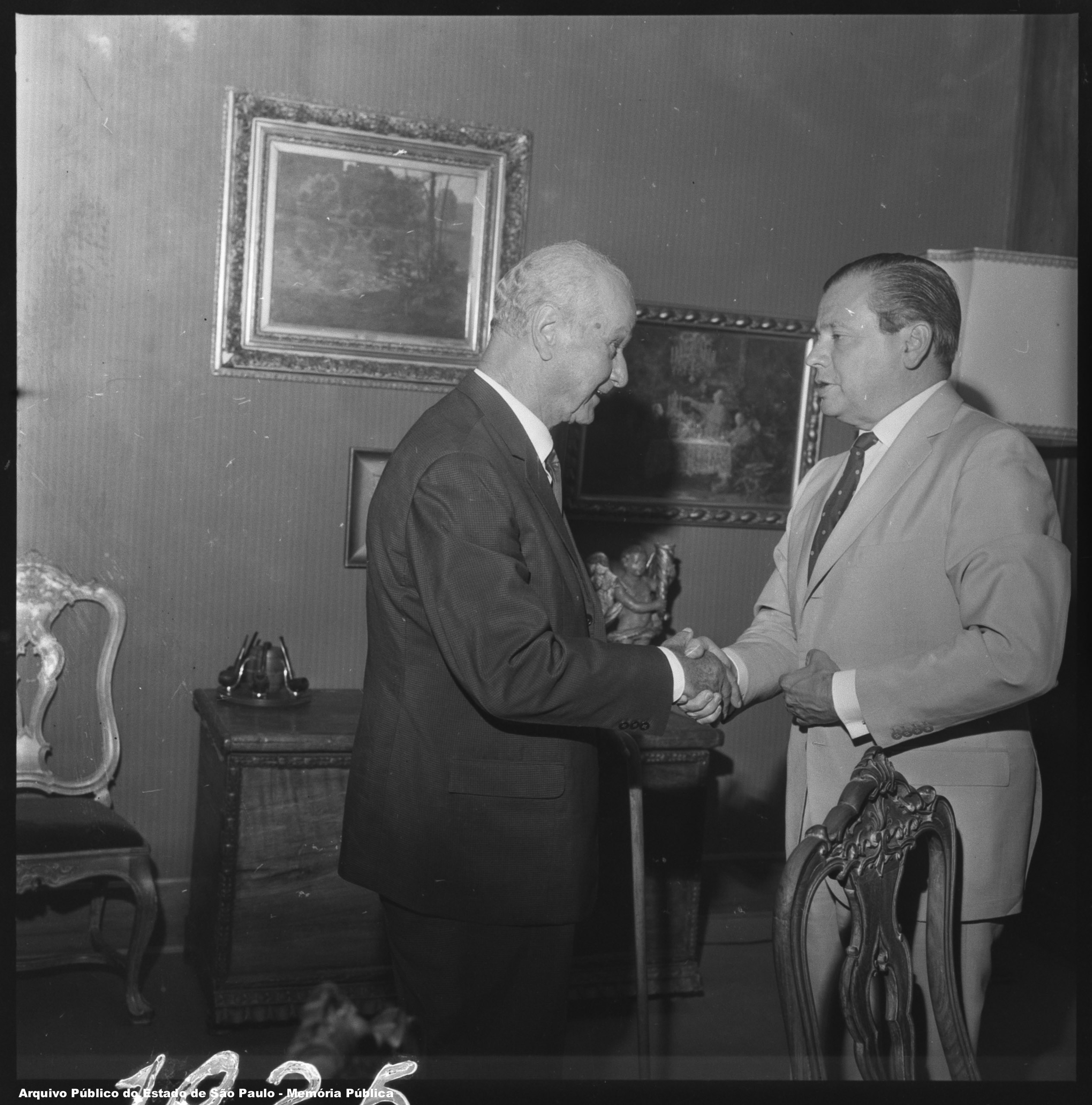
Benedito Montenegro (à esquerda, em 1969, com o governador Abreu Sodré) foi o médico que ocupou a cadeira de Diretor Clínico do Hospital por mais tempo, entre 1932 e 1969

- Eurico da Silva Bastos (1981-1989)[5][11]
- Rawf Amâncio (1989)[5]
- Rui Raul Dahas de Carvalho (1989-1992)[5]
- Fábio Schmidt Goffi (1992-1995)[5][12]
- Rafael Sanches (1999-2010)[13]
- Carlos Borsatto (2010-)[13]

## Museu
Em 18 de marco de 1993 o Hospital inaugurou um pequeno museu com peças de sua história. O Acervo Histórico Irmã Beata Heinrich está listado oficialmente no Instituto Brasileiro de Museus.